# Округ Нокс (Охајо)
Округ Нокс (енгл. Knox County) је округ у америчкој савезној држави Охајо.

## Демографија
По попису из 2010. године број становника је 60.921, што је 6.421 (11,8%) становника више него 2000. године.
| Група             | 2000.          | 2010.          |
| Белци             | 52.989 (97,2%) | 58.498 (96,0%) |
| Афроамериканци    | 367 (0,7%)     | 496 (0,8%)     |
| Азијати           | 188 (0,3%)     | 350 (0,6%)     |
| Хиспаноамериканци | 371 (0,7%)     | 737 (1,2%)     |
| Укупно            | 54.500         | 60.921         |